# Sida aurantiaca
Sida aurantiaca är en malvaväxtart som beskrevs av A. St.. Sida aurantiaca ingår i släktet sammetsmalvor, och familjen malvaväxter. Inga underarter finns listade i Catalogue of Life.